# سفارة فنزويلا لدى دولة فلسطين
سفارة فنزويلا لدى دولة فلسطين هي الممثلية الدبلوماسية العُليا الفنزويلية لدى دولة فلسطين. تأسست في عام 2005 كقنصلية، وأصبحت في عام 2015 سفارة. يقع مقرها في مدينة البيرة.
في 17 أغسطس 2023، رحبت وزارة الخارجية الفلسطينية بقرار فنزويلا رفع مستوى التمثيل الدبلوماسي الفنزويلي لدى دولة فلسطين من مكتب تمثيل إلى سفارة.

## قائمة السفراء
| الترتيب | رئيس البعثة الدبلوماسية    | تاريخ الاعتماد الدبلوماسي | تاريخ الانتهاء | رئيس فنزويلا | رئيس دولة فلسطين | ملاحظات |
| ------- | -------------------------- | ------------------------- | -------------- | ------------ | ---------------- | ------- |
|         | آنجيل رفاييل ليل           |                           |                |              |                  |         |
|         | لويس دانييل ايرنانديس لوغو |                           |                |              | محمود عباس       |         |
|         | ماهر طه صافي               | 18 يناير 2016             |                |              | محمود عباس       |         |